# Centropogon nigricans
 (mai 2020).
Si vous disposez d'ouvrages ou d'articles de référence ou si vous connaissez des sites web de qualité traitant du thème abordé ici, merci de compléter l'article en donnant les références utiles à sa vérifiabilité et en les liant à la section « Notes et références ».
Espèce
Synonymes
- Centropogon andreanus Gleason[2]

Centropogon nigricans est une espèce de plantes à fleurs de la famille des Campanulaceae et du genre Centropogon endémique d'Équateur.

## Répartition
Cette plante est endémique des versants des Andes d'Équateur. 

## Description
Centropogon nigricans a la particularité de n'être pollinisée que par l'espèce de chauve-souris Anoura fistulata. On peut expliquer cela par la grande profondeur de la corolle de la fleur (environ 75 mm) à laquelle s'est adaptée cette espèce de chauve-souris dont la langue mesure de 60 à 85 mm. Il paraît donc probable qu'il y ait eu une coévolution entre ces deux espèces, conduisant à des adaptations conjointes au cours de l'évolution.

## Liste des variétés
Selon Tropicos (15 juin 2020) :
- variété Centropogon nigricans var. hazenii (Gleason) E. Wimm.

## Publication originale
- (de) Alexander Zahlbruckner, « Neue Arten und Formen der Lobelioideen. II », Feddes Repertorium Specierum Novarum Regni Vegetabilis, vol. 14, nos 7-9,‎ 1915, p. 133–144 (ISSN 0375-121X, DOI 10.1002/FEDR.19150140706, lire en ligne).